# 魚池 (大字)
魚池，是台灣南投縣魚池鄉的一個傳統地域名稱，也是全鄉行政中心所在地，位於該鄉中部偏東北。相較於今日行政區，其範圍大致包括魚池村、東池村。

## 歷史
台灣清治末期至日治初期，魚池地區為一街庄，稱為「魚池庄」，隸屬於五城堡。該庄北與鹿蒿庄為鄰，東與長藔庄為鄰，南邊為大林庄、司馬按庄、貓囒庄，西邊為新城庄。
1901年（日治明治三十四年）11月，全台廢縣廳改設二十廳，該庄隸屬於南投廳。1903年（明治三十六年）6月，該庄編入「五城區」，隸屬於南投廳。1909年（明治四十二年）10月，合併二十廳為十二廳，五城區仍隸屬於南投廳。1920年（大正九年），全台地方制度大改正，廢十二廳改設五州二廳，該庄改制為「魚池」大字，隸屬於臺中州新高郡魚池庄。
戰後魚池庄改制為魚池鄉，隸屬於臺中縣，大字亦改制為村。1950年10月，中、彰、投分治，魚池鄉改隸屬南投縣。

## 聚落
本地區發展較早的聚落為魚池，在日治期初期的官方地圖上已有記載。此外，本地區尚有猴洞、泡仔林、埔尾、東平、內魚池、魚池尖等聚落。

## 交通
省道台21線是台中市東勢區天冷至南投縣信義鄉塔塔加的幹道，大致以西北微北—東南微南走向由本地區西部凸出部分的西部邊界北側入境後，於魚池聚落西北郊轉南南西，至本地區西部凸出部分南側邊界轉西南西沿邊界地帶而行以至出境。由該道路向西北微北轉北北東可前往埔里、國姓、新社等地；向西南西繞大彎轉南南西可前往日月潭、水里東南部、信義、和社、塔塔加等地。
縣道131號（魚池街、修正巷）是埔里至水里的道路，大致以東南—西北走向由本地區東部邊界南側入境後，繞彎道轉北北東再轉北北西進入魚池聚落，其後轉西北西再轉北北西再轉西北出聚落，經省道台21線路口後與其共線而行，其後轉西北微北經省道台21線路口轉西北西獨行後出境。由該道路向東南繞彎道轉北北東再轉東北再轉東南可前往大林、長寮南端、木屐囒西部、長寮東部邊界地帶、加道坑、珠子山東部邊界地帶、水頭、枇杷城、埔里等地；向西北西可前往新城中部、山楂腳中南部、茅埔、社子並止於水里聚落西北側的省道台16線路口暨鄉道投54線終點路口。
鄉道投63線（文武巷）是魚池至金天巷的道路，其北側端點位於魚池聚落東南側的縣道131號路口。由此向南南西轉南蜿蜒而行，出境後可前往司馬按並止於金天巷。
鄉道投65-2線（埔尾巷、福興巷）是鹽菜甕至魚池的道路，其南側端點位於魚池聚落東南側的縣道131號路口。由此向東轉北北東再轉北北西再轉北北東，出聚落後蜿蜒而行，經泡仔林聚落後轉西北繞大彎轉西南再轉北蜿蜒而行，經一髮夾彎後轉東南東，再經一髮夾彎後轉北蜿蜒而行，其後轉東南再轉東再轉北過南港溪埔尾橋出境，可前往鹿蒿中部偏東南並止於鄉道投65線路口。

## 學校
- 三育基督學院
- 魚池國小